# بطولة باوليستا 1922
بطولة باوليستا 1922 ، التي نظمتها APEA (Associação Paulista de Esportes Atléticos)، كان الموسم الحادي والعشرون من دوري كرة القدم الأعلى في ولاية ساو باولو. فاز كورينثيانز باللقب للمرة الثالثة. وكان هداف البطولة هو جامباروتا لاعب كورينثيانز برصيد 19 هدفًا.